# Eleccions legislatives croates de 2011
Les eleccions legislatives croates de 2011 es van celebrar el 4 de desembre de 2011 per renovar els 151 diputats del Sabor, el parlament unicameral de la República de Croàcia. Les eleccions van suposar un canvi de poder a Croàcia. Van ser guanyades per la coalició de centre-esquerra Kukuriku, liderada pel Partit Socialdemòcrata de Croàcia. Després de les eleccions, Zoran Milanović (SDP) fou escollit primer ministre. D'altra banda, la Unió Democràtica i el Partit Camperol van treure els pitjors resultats de la història moderna.

## Context
La Unió Democràtica va revalidar la victòria a les eleccions de 2007 i Ivo Sanader va mantenir el càrrec de primer ministre. L'objectiu principal del cabinet va ser completar les negociacions per poder esdevenir membres de la Unió Europea, que Eslovènia va bloquejar en 2008 per la disputa amb la frontera entre els dos països.
L'1 de juliol de 2009, Sanader va dimitir com a primer ministre i va ser succeït per Jadranka Kosor, que fou la primera dona en ser primera ministra a Croàcia.
El malbaratament en despesa pública, sobretot en infraestructures i l'antiquada estructura del mercat laboral van provocar que Croàcia es vegués afectada molt profundament per la crisi financera global amb un gran deute i una taxa d'Atur alta. El govern de Kosor va presentar uns pressupostos austers, enfocats en la reducció de la despesa pública i del deute nacional. Una de les mesures més impopulars va ser la introducció d'un impost conegut com a "impost de la crisi" (en croat: krizni porez). L'IVA va ser apujat un punt percentual (fins al 23%). Aquestes mesures van causar un descens de la popularitat de la primera ministra a les enquestes d'opinió pública.
A finals de 2009 es va revelar que bastants càrrecs públics havien participat en afers corruptes. Això va causar la dimissió del vicepresident del govern i ministre d'economia Damir Polančec.
Després de les eleccions presidencials de 2009-2010, on el candidat del partit de govern no va aconseguir passar a la segona volta, l'ex-primer ministre Ivo Sanader va anunciar un retorn a la política, malgrat que l'endemà va ser expulsat del partit. El 9 de desembre de 2010, es va emetre un ordre d'arrest contra Sanader, que va fugir del país abans que el Sabor decidís retirar-li la immunitat parlamentària. Va ser detingut l'endemà a Salzburg, després que el seu nom fos introduït a la llista de buscats per la Interpol.
Durant els següents anys, l'atur va continuar augmentant i l'economia va empitjorar. L'any 2011 es van celebrar nombroses manifestacions i protestes contra el govern.
El 15 d'abril de 2011, el general Ante Gotovina va ser condemnat a 24 anys de presó per crims de guerra durant l'Operació Tempesta. Això va generar molta insatisfacció a Croàcia, especialment a la dreta política.
El 28 d'octubre de 2011, el Sabor va votar la seva dissolució. El president de la república Ivo Josipović va dissoldre el parlament al cap de 3 dies i va convocar eleccions pel 4 de desembre.

## Sistema electoral
El país està subdividit en 10 circumscripcions, numerades amb nombres romans, basades en criteris geogràfics i arranjades perquè cadascuna contingui aproximadament 400.000 electors. Els límits no corresponen amb els dels comtats. En cada circumscripció s'hi escullen 14 diputats amb un sistema de representació proporcional amb llistes desbloquejades. La repartició dels escons s'efectua amb el sistema d'Hondt a nivell de circumscripció, amb una barrera electoral del 5%. Addicionalment hi ha dues circumscripcions no geogràfiques:
- Pel districte XI s'escullen 3 membres que representen la diàspora residint a l'estranger, tot i que generalment residents a Bòsnia i Herzegovina.
- Al districte XII s'escullen 8 membres que representen les minories. 3 d'aquests escons estan reservats a la minoria sèrbia.

## Resultats
|                      |                                                                                          |           |       |        |      |
| Partit               | Partit                                                                                   | Vots      | %     | Escons | +/-  |
|                      | Partit Socialdemòcrata de Croàcia (SDP)                                                  | 958.312   | 40.02 | 62     | +5   |
|                      | Partit Popular Croat – Demòcrates Liberals (HNS)                                         | 958.312   | 40.02 | 13     | +6   |
|                      | Assemblea Democràtica Istriana (IDS)                                                     | 958.312   | 40.02 | 3      | ±0   |
|                      | Partit Croat dels Pensionistes (HSU)                                                     | 958.312   | 40.02 | 3      | +2   |
|                      | Unió Democràtica Croata (HDZ)                                                            | 569.781   | 23,17 | 44     | -22  |
|                      | Partit Cívic Croat (HGS)                                                                 | 569.781   | 23,17 | 2      | +2   |
|                      | Centre Democràtic (DC)                                                                   | 569.781   | 23,17 | 1      | +1   |
|                      | Laboristes Croats - Partit Laborista (HL-SR)                                             | 121.785   | 5,09  | 6      | +Nou |
|                      | Assemblea Democràtica Croata d'Eslavònia i Baranja (HDSSB)                               | 68.995    | 2,88  | 6      | +3   |
|                      | Llista independent Ivan Grubišić                                                         | 66.266    | 2,80  | 2      | Nou  |
|                      | Partit Camperol Croat (HSS)                                                              | 71.450    | 3,00  | 1      | -5   |
|                      | Partit Croata pels Drets Dr. Ante Starčević - Pur Partit Croata dels Drets (HSP-AS-HČSP) | 66.150    | 2,80  | 1      | Nou  |
|                      | Partit Croata pels Drets (HSP)                                                           | 72.360    | 2,76  | 0      | -2   |
|                      | Minories i altres partits                                                                | 402.561   | 17,48 | 7      | -5   |
| Vots en blanc i nuls | Vots en blanc i nuls                                                                     | 49.171    | 2,01  | –      | –    |
| Total                | Total                                                                                    | 2.446.831 | 100   | 151    | ±0   |
| Cens / participació  | Cens / participació                                                                      | 4.504.251 | 54,32 | –      | –    |

## Conseqüències
Les eleccions van suposar un canvi de poder a Croàcia. Van ser guanyades per la coalició de centre-esquerra Kukuriku, liderada pel Partit Socialdemòcrata de Croàcia. Després de les eleccions, Zoran Milanović (SDP) fou escollit primer ministre amb un govern de SDP, Partit Popular Croat - Demòcrates Liberals (HNS) i IDS amb el suport de HSU i SDSS. D'altra banda, la Unió Democràtica i el Partit Camperol van treure els pitjors resultats de la història moderna.